# Colletes hethiticus
Colletes hethiticus là một loài Hymenoptera trong họ Colletidae. Loài này được Warncke mô tả khoa học năm 1978.